# San Pedro de Tiquina
San Pedro de Tiquina è un comune (municipio in spagnolo) della Bolivia nella provincia di Manco Kapac (dipartimento di La Paz) con 6.570 abitanti (dato 2010).

## Cantoni
Il comune è suddiviso in 5 cantoni:
- Calata de San Martin
- San Pablo de Tiquina
- San Pedro de Tiquina
- Santiago de Ojje
- Villa Amacari